# 春別站

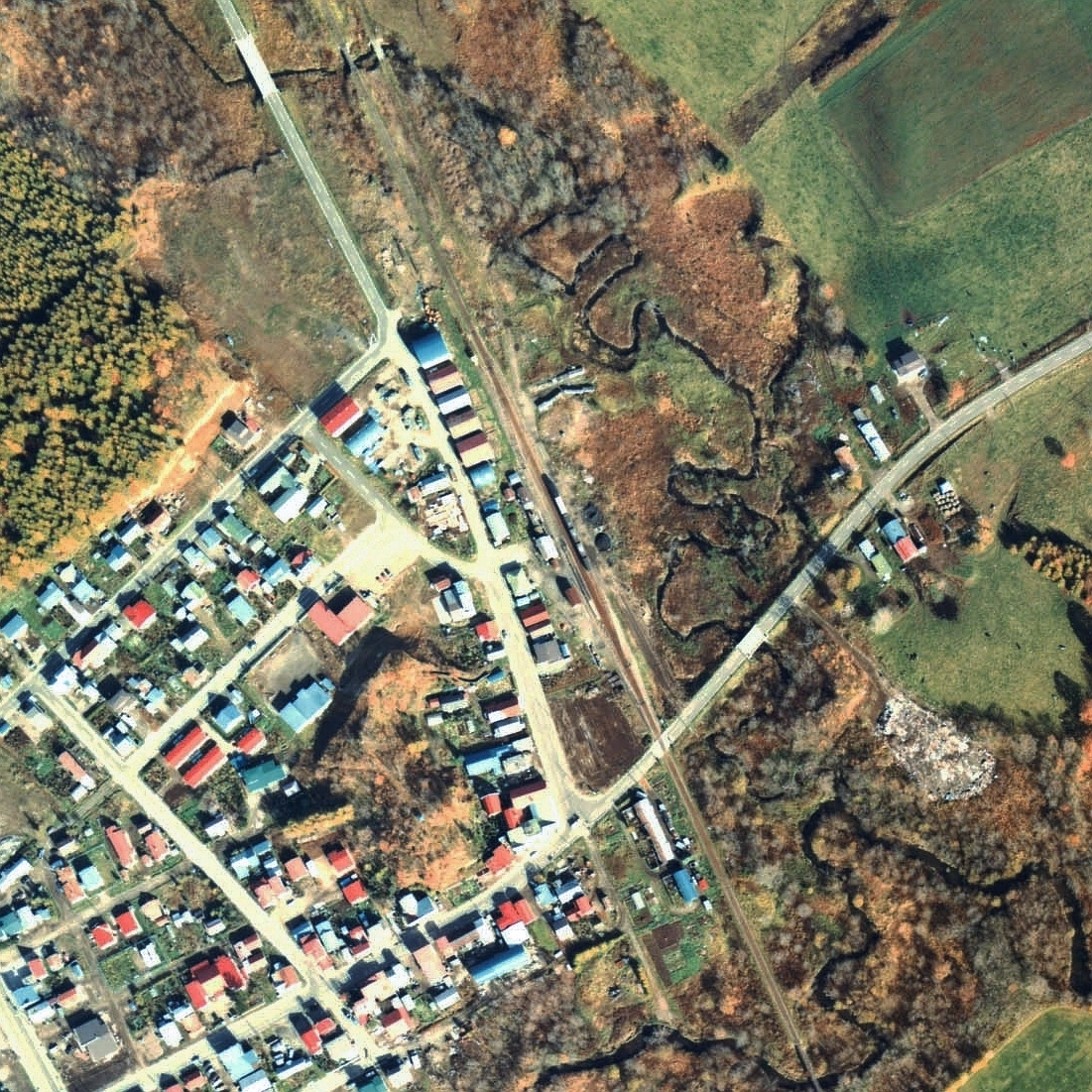
1977年的春別站與方圓約500米範圍。上方為中標津方向。車站後方設有小堆場，圖中可看見有小量的煤炭在露天堆放。相對式月台用作貨物月台，當時設有貨物列車停靠。車站大樓旁邊靠近中標津一方設有三角狀堆場。曾經的貨物月台位於房室和本線之間，並長滿了雜草。堆場北邊設有空地。車站大樓南邊的平地曾經為殖民軌道的大型貨物起卸處，圖中可看到全部被撤走。該軌道會向南邊延伸。在左下方可看見通往中春別市區的北海道道8號根室中標津線。在8號線左邊設有殖民軌道根室線路軌遺址。

春別站（日语：／ Shumbetsu eki */?）是位於北海道野付郡別海町中春別東町，北海道旅客鐵道（JR北海道）的標津線支線車站（廢站）。隨著標津線廢線，車站在1989年（平成元年）4月30日廢除。

## 歷史
- 1934年（昭和9年）10月1日 - 國有鐵道標津線車站啟用[1]。當時為一般車站。
- 1980年（昭和55年）4月30日 - 結束處理貨物。
- 1984年（昭和59年）2月1日 - 結束處理行李。
- 1986年（昭和61年）11月1日 - 由一般車站變為無人車站。
- 1987年（昭和62年）4月1日 - 伴隨國鐵分割民營化，車站由北海道旅客鐵道（JR北海道）營運。
- 1989年（平成元年）4月30日 - 標津線全線廢除，此站也廢除[1]。

### 站名的由來
車站名稱取自當地地名。現時的春別川源自阿伊努語的各個說法：
- 「シュムペッ」（西之川）[2]。
- 「スㇺペツ（sum-pet）」（油、河流）[3]。
- 「エスㇺペッ（esum-pet）」（淹、河流）之簡稱「スㇺペツ（sum-pet）」[3]。

## 車站構造
截至車站廢除前，此站是地面車站，設有1面1線的單式月台。曾經此站設有2面2線的相對式月台，當時可進行列車交會。
在戰後不久。月台結構由原來的島式（靠近車站大樓）加單式月台（車站後方），變成2面2線的相對式月台。車站大樓位於西邊（中標津方向的列車會開啟左邊車門）。島式月台建設在靠近厚床一方，大樓與月台之間設有站內平交道。在車站啟用後的1938年時間表中，有列車在此站交會。最遲在1944年以後的時間表中，列車交會站改為別海站（西別站）。
島式月台靠近車站大樓一方用作貨物專用的副本線。車站後方設有蜿蜒曲拆的春別川支流，該處也是一片濕地，因此不能確保有一個大型用地。取而代之為在車站大樓旁邊靠近中標津一方設有非常長的貨物月台和大型三角狀堆場。在副本線設有路軌分支，連接引込線。在堆場主要放置了許多木材。
此外，靠近厚床一方在1936年（昭和11年）至1949年（昭和24年）之間，曾經有一條殖民軌道西別線。路線延伸至別海町上春別。殖民軌道春別線（改名前為中春別線）的車站處設有大型貨物起卸處。後來貨物起卸量減少，殖民軌道被廢除了。
結束處理貨物和行李後，副本線和引込線被撤走。變成只有1面1線的島狀單式月台。

## 車站周邊
- 根室交通（日语：根室交通）「中春別」巴士站

## 現況

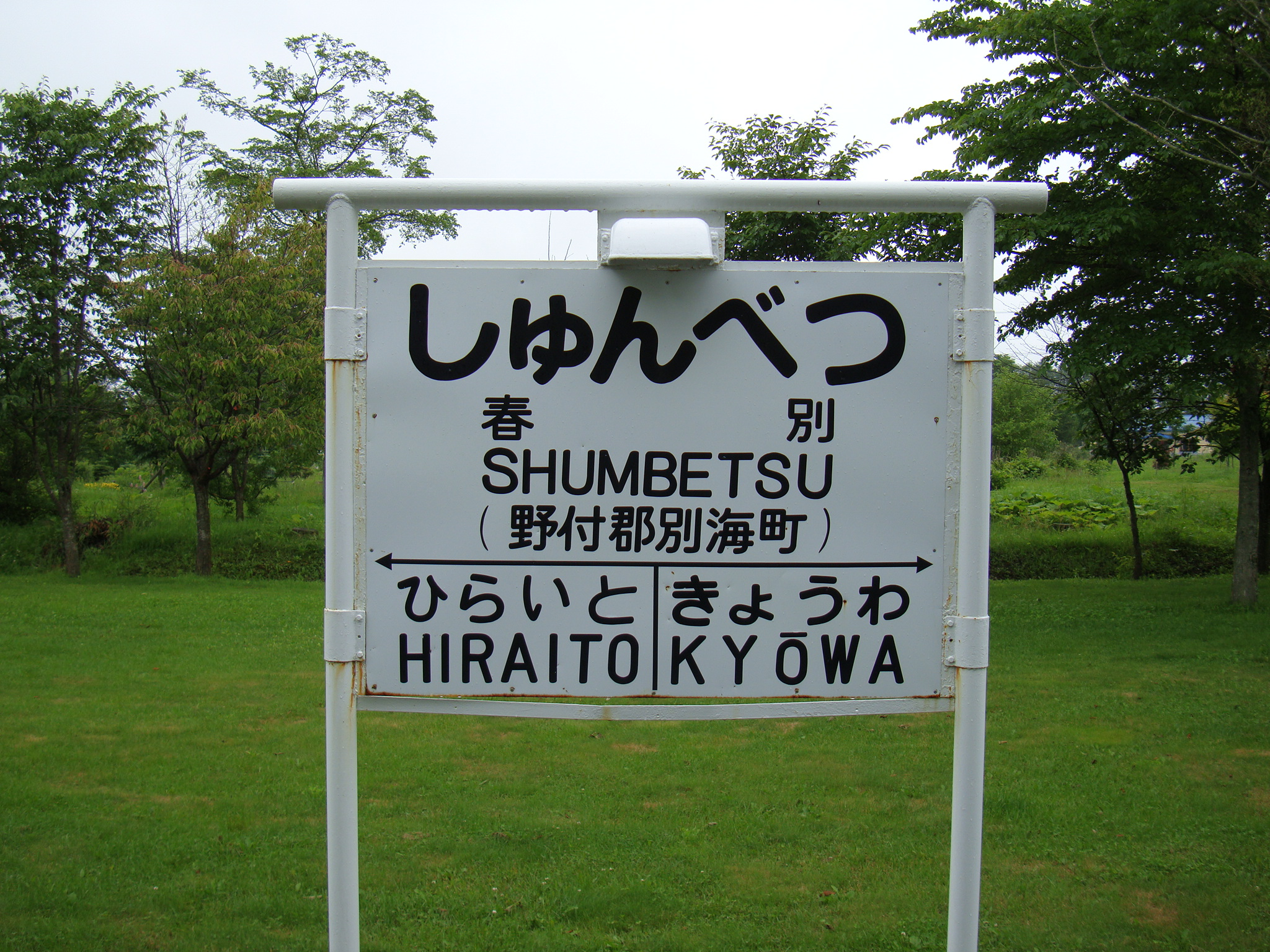
別海町鐵道紀念公園保存的站名牌

車站遺址現時建設了中春別健康公園。雖然車站廢除已經20年以上，但是北海道道名稱仍然保留此站名稱（北海道道363號尾岱沼港春別停車場線）。

## 相鄰車站
北海道旅客鐵道
標津線 （支線）
協和－春別－平糸

## 注腳
1. 1 2  今尾惠介監修《日本鉄道旅行地図帳》1號 北海道，新潮社，2008年，p.44
2. ↑  札幌鉄道局 (编). . 北彊民族研究会. 1939: 170. NDLJP: 1029473 （日语）.
3. 1 2   (PDF). アイヌ語地名リスト. 北海道 環境生活部 アイヌ政策推進室. 2007  [2020-01-03]. （原始内容存档 (PDF)于2018-04-17） （日语）.